# Soaked
Soaked è un singolo della cantante neozelandese Benee, pubblicato il 14 settembre 2018 come primo estratto dal primo EP Fire on Marzz.

## Tracce
Testi e musiche di Stella Rose Bennett, Djeisan Suskov e Joshua Fountain.
1. Soaked – 4:00

## Formazione
- Benee – voce
- Josh Fountain – produzione, missaggio
- Joe LaPorta – mastering

## Classifiche

### Classifiche settimanali
| Classifica (2019) | Posizione massima |
| ----------------- | ----------------- |
| Nuova Zelanda     | 14                |

### Classifiche di fine anno
| Classifica (2019) | Posizione |
| ----------------- | --------- |
| Nuova Zelanda     | 25        |